# Dolní Palata
Dolní Palata (U modrého hroznu) byla usedlost na Smíchově v Praze 5, s obytnou budovu na adrese Holečkova 161/48. Podle domovního znamení se nazývala též U modrého hroznu.

## Historie
Původní vinice na tomto místě se nazývala Malá Pernikářka podle majitele pernikáře Šimona Wayse. Ten koupil vinici roku 1568. Později zde byla postavena menší obytná budova a dvě hospodářská stavení. V 19. století je uváděna jako majitelka Alžběta Fišerová, po ní převzali hospodářství její dědici.
Ve 20. letech 20. století zde zbyla pouze obytná patrová budova, která byla částečně zbouraná a poté nově dostavěná. Ještě na fotografii z roku 1927 byla na levé (západní) straně (v místech dnešního vchodu k domu Holečkova 2261/50) nižší část budovy s ozdobným portálem, kterému dominovala socha svatého Jana Nepomuckého.
Socha svatého Jana Nepomuckého
Tato barokní socha z 1. poloviny 18. století zachycuje světce v kněžském rouchu s kvadrátkem na hlavě, s krucifixem v náručí, palmovou ratolestí v ruce a pěti hvězdami kolem hlavy. Po zbourání části usedlosti byla socha přenesena na pozemek domu v Holečkově ulici čp. 2261/50 a umístěna na přístupové cestě ve dvorní opěrné zdi. Od 31. prosince 1972 je památkově chráněná.
Sídlo Neuwirthových a zánik
Usedlost s velkou zahradou zakoupil a nechal upravit stomatolog František Neuwirth (1895-1957), který zde žil s rodinou. Nedlouho po jeho smrti musela rodina odstoupit značnou, východní, část zahrady, na které „vyrostly“ dva paneláky. V 90. letech zemřela jeho žena a pak i předčasně jejich dvě děti. Dědici chátrající usedlost opustili.
V letech 2018–19 na místě areálu vyrostla obytná budova. Povolení k demolici vydala městská část roku 2014, vlastní demolice proběhla v první polovině prosince roku 2016.